# Richard P. Wenzel
Richard Putnam Wenzel (* 1940) ist ein US-amerikanischer Mediziner.
Wenzel wuchs in Philadelphia auf und studierte am Haverford College mit dem Bachelor-Abschluss 1961 und an der Thomas Jefferson University (Medical College) in Philadelphia. Er absolvierte seine Facharztausbildung in innerer Medizin an der University of Maryland. Dabei war er auch schon als Student auf den Philippinen und Bangladesch in der Behandlung von Infektionskrankheiten wie Cholera tätig. 1972 wurde er Assistant Professor und später Professor an der University of Virginia, wo er sich auf Krankenhausinfektionen spezialisierte. 1981 war er dort Gründungsdirektor eines Master-Programms in Hospital Epidemiology. 
1986 wurde er Professor an der University of Iowa und 1995 bis 2009 war er Professor und Leiter der Inneren Medizin an der Virginia Commonwealth University.
Er beschrieb als Erster die Epidemiologie des SIRS, war in den USA ein Pionier in der Erforschung Nosokomialer Infektionen und von Maßnahmen zu deren Verhinderung. Wenzel initiierte das Blutkonserven-Überwachungsprogramm SCOPE (Surveillance and Control of Pathogens of Epidemiological Importance).
2010 erhielt er den Maxwell Finland Award. 1980 gründete er die Zeitschrift Infection Control and Hospital Epidemiology. 1992 bis 2000 war er im Herausgebergremium des New England Journal of Medicine (und ab 2001 dessen Editor at large). Er war Präsident der Infectious Diseases Society of America.
Er schrieb auch medizinische Kriminalromane (Labyrinth of Terror 2010).

## Schriften
- Stalking Microbes, 2005